# 全金诗
《全金诗》又名《御订全金诗增补中州集》，是金朝诗歌總集总集。康熙年间郭元釪编。
《全金诗》在《中州集》的基础上有所增补，而且巨细不遗，郭氏參考刘祁《归潜志》、《金史》、宋元诸家别集等資料而成。《中州集》於当时在世的人皆不入选，故有遺漏，《全金诗》收358人較《中州集》246人增加超過一百人，收诗5544首，遠比《中州集》1984首多出數倍。
唐圭璋纂有《全金元词》，輯有词人282位，词作7293首。薛瑞兆、郭明志又重编《全金诗》，共辑出534位作者，12066首诗歌。新《全金詩》亦有失誤處，例如卷八七李纯甫《田器之燕子图》实为赵秉文的《燕子图》。